# مریم امیدی پارسا
مریم امیدی پارسا (زاده ۲۹ اسفند ۱۳۷۵ - همدان) قایقران روئینگ اهل ایران است.
از افتخارات وی می‌توان به کسب ۲ مدال طلا در مسابقات قهرمانی روئینگ آسیا در سال ۲۰۱۷ اشاره کرد.

## افتخارات
- مدال نقره در مسابقات جوانان قهرمانی رویینگ آسیا (۲۰۱۳ ازبکستان)
- مدال نقره در مسابقات قهرمانی روئینگ آسیا (۲۰۱۳ چین)
- مدال نقره در مسابقات قهرمانی رویینگ آسیا (۲۰۱۶ چین)
- 2 مدال طلا و 1 مدال نقره در مسابقات قهرمانی روئینگ آسیا (۲۰۱۷ تایلند)
- 2 مدال نقره در مسابقات بازی‌های آسیایی (۲۰۱۸ تایلند)[۲][۳][۴][۵]
- مدال برنز مسابقات قهرمانی روئینگ آسیا (۲۰۱۹ کره‌جنوبی)
- مدال برنز مسابقات قهرمانی آسیا (۲۰۲۲ تایلند)[۶]
- مدال نقره مسابقات کاپ آسیایی
- مدال برنز مسابقات جایزه بزرگ (۲۰۲۳ روسیه)[۷]